# Лука (Житомирський район)
Лука́ — село в Україні, у Житомирському районі Житомирської області. Населення — 1241 особа.

## Історія
1858 року в селі було збудовано дерев'яну церкву Св. Миколая. До приходу приписано с. Млинище.

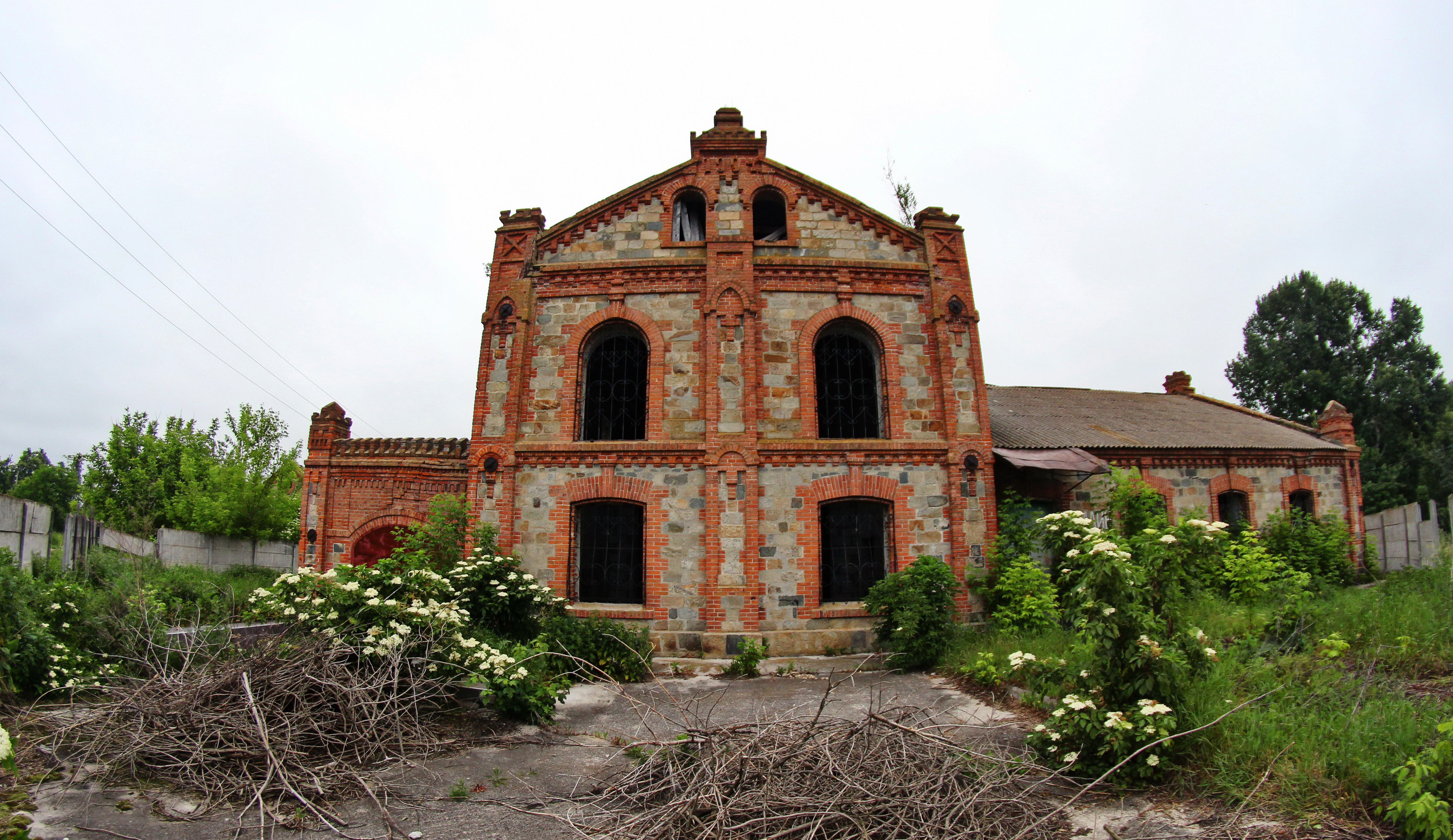
Будівля винокурні 1904 року

Станом на 1885 рік у колишньому власницькому селу Ліщинської волості Житомирського повіту Волинської губернії мешкала 479 осіб, 54 дворових господарства, існували православна церква та постоялий будинок.
З 1884 р. діяла церковно-приходська школа.
За переписом 1897 року кількість мешканців зросла до 1124 особи (537 чоловічої статі та 587 — жіночої), з яких 1017 — православної віри.
У 1906 році село Левківської волості Житомирського повіту Волинської губернії. Відстань від повітового міста 16 верст, від волості 8. Дворів 198, мешканців 1104.
22 листопада 1921 р. через Луку, повертаючись з Листопадового рейду, проходила Подільська група (командувач Сергій Чорний) Армії Української Народної Республіки.
Село постраждало внаслідок геноциду українського народу, проведеного урядом СРСР у 1932—1933 рр.
16 листопада 1942 року очільник генерального округу "Житомир" Ернст Ляйзер видав наказ про створення адміністративного округу "Геґевальд" ("Заповідний ліс") — адміністративно-територіальної одиниці Генеральної округи Житомир Райхскомісаріату Україна, куди увійшло село. У складі округу село перебувало до приходу Червоної армії у лютому 1944 року.
12 червня 2020 року, відповідно до розпорядження Кабінету Міністрів України № 711-р «Про визначення адміністративних центрів та затвердження територій територіальних громад Житомирської області» увійшло до складу Станишівської сільської територіальної громади.
19 липня 2020 року, в результаті адміністративно-територіальної реформи та ліквідації Житомирського району (1939—2020), село увійшло до складу новоутвореного Житомирського району.

## Населення

### Мова
Розподіл населення за рідною мовою за даними перепису 2001 року:
| Мова       | Кількість | Відсоток |
| ---------- | --------- | -------- |
| українська | 1214      | 97.82%   |
| російська  | 23        | 1.86%    |
| румунська  | 4         | 0.32%    |
| Усього     | 1241      | 100%     |

## Освіта та культура
В селі діє ЗОШ І-ІІІ ст.

## Відомі уродженці
- Савенець Григорій Ничипорович (1895—1969) — художник, бойчукіст
- Дмитрук Никанор Костьович (1902—1938) — український науковець, етнограф.
- Мельниченко Іван Олександрович — солдат Збройних Сил України, учасник російсько-української війни, що загинув у ході російського вторгнення в Україну в 2022 році.
- Тимощук Борис Онисимович (1919—2003) — археолог.